# アンミ・ディタナ
アンミ・ディタナ（Ammi-Ditana）は、古代メソポタミアの都市国家・バビロン第1王朝の王。

## 略歴
紀元前1683年から1640年代に君臨したバビロンの王。前任者はアビ・エシュフであった。年名はアンミ・ディタナの治世の最初の37年分と、それに加えて幾つかの可能性のある追加の年の断片が残っている。その治世は概ね平和なものであった。アンミ・ディタナは主に神殿の充実と拡大に従事し、他にも幾つかの建築事業を行っていたが、37番目の治世の年には、イシンのダミーク・イリーシュが以前に建設したデルの城壁を破壊したことが記録されている。